# Bayron Piedra
Byron Efrén Piedra Avilés (n. Cuenca, Ecuador, el 19 de agosto de 1982) es un deportista denominado como el mejor atleta Ecuatoriano de la historia en la especialidad de medio fondo y fondo, por los logros conseguidos a través de su carrera deportiva, ha participado en cuatro Juegos Olímpicos en Atenas 2004 en 800 m lisos, en Pekín 2008 en 1500 m lisos, Londres en 10 000 m lisos y Río de Janeiro en el maratón. Logra medallas en Juegos Bolivarianos, Juegos Sudamericanos; juegos Panamericanos, Campeonatos Iberoamericanos, una medalla de bronce en la Copa del Mundo Intercontinental en el 2010, es Vicecampeón Mundial universitario en el 2009, representando a la Universidad Católica de Cuenca.

## Biografía
Nació en la ciudad de Cuenca, Ecuador, el 19 de agosto de 1982 (42 años). Ha representado al Ecuador en diferentes Torneos, Competencias, Juegos Bolivarianos, Sudamericanos, Panamericanos, Iberoamericanos, Mundiales y Juegos Olímpicos, desde el año 2000.
Participó en los Juegos Olímpicos de Atenas 2004 en los 800 m (metros) planos, clasificó nuevamente para los Juegos Olímpicos de Pekín 2008 con la medalla de plata en los 1500 m en los últimos Juegos Panamericanos de 2007 y clasificó a Juegos Olímpicos de Londres 2012 donde no pudo terminar la prueba por una lesión en el nervio ciático. Ha ganado cuatro años consecutivos la 10K Carrera del Sol en Salinas, Ecuador. tres veces la competencia Diario Expreso, ganó la Maratón de Guayaquil en los años 2007 y 2008
El 12 de julio de 2009, logró la primera medalla en la historia de Ecuador en los Juegos Universitarios Mundiales Universiada Belgrado 2009, obteniendo el vicecampeonato mundial en la prueba de 5000 m
En septiembre de 2010 es llamado para ser parte de la selección de América y representarla en la Copa del Mundo en Split Croacia donde vuelve a ser el primer Ecuatoriano en alcanzar una medalla en esta clase de torneos, fue en la prueba de 3000 m y obtuvo el tercer puesto, incluso imponiéndose a Tariku Bekele número uno del ranking mundial de ese año en la distancia, fue superado por el mágico corredor Bernand Lagat y Moses Kipsiro.
Tiene los récords ecuatorianos desde los 800 m hasta los 10 000 m.
800 metros: 1:46.55 min NR - Brasil, Belém, 25 de mayo de 2008
1500 metros: 3:37.88 min NR - Brasil, Río de Janeiro, 25 de julio de 2007
3000 metros: 7:47.06 min NR - Brasil, Belém, 19 de mayo de 2010
5000 metros: 13:23.72 min NR - Bélgca, Ninove, 21 de julio de 2012
10000 metros: 27:32.59 min NR - Estados Unidos, Stanford, 1 de mayo de 2011

## Palmarés

### Torneos
- Torneo Memorial Barrientos Cuba ´02:  1500 m
- Torneo Memorial Barrientos Cuba ´03:  1500 m
- Torneo Orlando Guaita Chile ´03:  1500 m
- Torneo Memorial Barrientos Cuba ´04:  1500 m
- Torneo Orlando Guaita Chile ´04:  1500 m
- Torneo Memorial Barrientos Cuba ´04:  800 m
- Torneo Orlando Guaita Chile ´05:  1500 m
- Torneo Hamilton Brutus Estados Unidos ´11:  5000 m
- Torneo Ciutat de Mataro España ´12:  5000 m
- Torneo Mt Sac Relays Estados Unidos ´13:  5000 m
- Torneo Oxy Invitational Estados Unidos ´15:  5000 m

### Juegos Bolivarianos
- Juegos Bolivarianos de Colombia ´05:  1500 m
- Juegos Bolivarianos de Bolivia ´09:  1500 m
- Juegos Bolivarianos de Bolivia ´09:  5000 m
- Juegos Bolivarianos de Bolivia ´09:  10 000 m

### Juegos del Alba
- Juegos del Alba en La Habana Cuba ´09:  5000 m

### Juegos Sudamericanos
- Campeonato Sudamericano de campo a través Colombia ´00:  por equipos
- Campeonato Sudamericano Juvenil Brasil ´00:  1500 m
- Campeonato Sudamericano Juvenil Argentina ´01:  1500 m
- Campeonato Sudamericano Sub-23 Venezuela ´04:  800 m
- Campeonato Sudamericano Sub-23 Venezuela ´04:  1500 m
- Campeonato Sudamericano de Cross Country Brasil ´04:  por equipos
- Campeonato Sudamericano de Cross Country Brasil ´04:  12 km
- Campeonato Sudamericano Adultos Colombia ´05:  5000 m
- Campeonato Sudamericano Adultos Colombia ´05:  1500 m
- Campeonato Sudamericano Adultos Brasil ´07:  1500 m
- Campeonato Sudamericano de la Milla Brasil ´09:  1609 m
- Campeonato Sudamericano Adultos Perú ´09:  5000 m
- Campeonato Sudamericano Adultos Perú ´09:  1500 m
- Campeonato Sudamericano Adultos Colombia ´13:  5000 m
- Juegos Suramericanos Santiago ´14  10 000 m R.J.S.
- Campeonato Sudamericano Adultos de Medio Maratón ´14:  21 095 m
- Campeonato Sudamericano de Cross Country Colombia ´15:  12 km por equipos
- Campeonato Sudamericano Adultos Perú ´15:  5000 m
- Campeonato Sudamericano Adultos Perú ´15:  10 000 m R.C.S.
- Campeonato Sudamericano Adultos Paraguay ´17:  10 000 m
- Juegos Suramericanos Cochabamba ´18:  5000 m
- Juegos Suramericanos Cochabamba ´18:  10 000 m
- Campeonato Sudamericano Adultos Lima ´19:  10 000 m

### Campeonato Panamericano de Cross Country
- Campeonato Panamericano de Cross Country Colimbia ´15:  12 km por equipos

### Campeonato Mundial de Cross Country
- Campeonato Mundial de Cross Country China ´15: 16avos 12 km por equipos

### Campeonato Sudamericano de Media Marathon
- Campeonato Sudamericano Adultos Paraguay ´14:  21 097 m

### Grand Prix IAAF
- Grand Prix IAAF en Fortaleza, Brasil ´08:  2000 m
- Grand Prix IAAF en Uberlandia, Brasil ´08:  1500 m
- Grand Prix IAAF en Sao Paulo, Brasil ´08:  5000 m
- Grand Prix Sudamericano en San Fernando, Chile ´08:  1500 m
- Grand Prix Sudamericano en Valdivia, Chile ´08:  3000 m
- Grand Prix Sudamericano en San Carlos, Uruguay ´08:  1500 m
- Grand Prix Sudamericano en Chile ´09:  3000 m.[1]
- Grand Prix IAAF en Fortaleza, Brasil ´10:  1500 m

### Juegos Panamericanos
- Juegos Panamericanos de Rep. Dominicana ´03: 8.º lugar, 1500 m
- Juegos Panamericanos de Brasil ´07:  1500 m
- Juegos Panamericanos México ´11:  1500 m
- Juegos Panamericanos México ´11:  1500 m

### Juegos Iberoamericanos
- Campeonato Iberoamericano Chile ´08:  3000 m
- Campeonato Iberoamericano Chile ´08:  1500 m
- Campeonato Iberoamericano Brasil ´14:  5000 m
- Campeonato Iberoamericano Brasil ´14:  3000 m

### Juegos Universitarios Mundiales
- Juegos Universitarios Mundiales Universiada Serbia ´09:  5000 m

### Copa del Mundo (Intercontinental)
- Copa del Mundo Croacia´10:  3000 m

### Competiciones pedestres
- Carrera del Sol, Salinas, Ecuador ´05:  10 km
- Carrera del Sol, Salinas, Ecuador ´06:  10 km
- Carrera del Sol, Salinas, Ecuador ´07:  10 km
- Carrera del Sol, Salinas, Ecuador ´08:  10 km
- Carrera de las Cruces, Cuenca, Ecuador ´03:  10 km
- Carrera de las Cruces, Cuenca, Ecuador ´04:  10 km
- Carrera de las Cruces, Cuenca, Ecuador ´06:  10 km
- Carrera de las Cruces, Cuenca, Ecuador ´08:  10 km
- Carrera de las Cruces, Cuenca, Ecuador ´10:  10 km
- Carrera de las Cruces, Cuenca, Ecuador ´14:  10 km
- Carrera de las Cruces, Cuenca, Ecuador ´15:  10 km
- Carrera de las Cruces, Cuenca, Ecuador ´16:  10 km
- Carrera de las Cruces, Cuenca, Ecuador ´17:  10 km
- Carrera de las Cruces, Cuenca, Ecuador ´18:  10 km
- Carrera de las Cruces, Cuenca, Ecuador ´19:  10 km
- Carrera FUNDACIÓN DE CUENCA, Cuenca, Ecuador ´10:  15 km
- Carrera FUNDACIÓN DE CUENCA, Cuenca, Ecuador ´11:  15 km
- Carrera FUNDACIÓN DE CUENCA, Cuenca, Ecuador ´14:  15 km
- Carrera Diario EXPRESO, Guayaquil, Ecuador ´10:  10 km
- Carrera Diario EXPRESO, Guayaquil, Ecuador ´11:  10 km
- Carrera Diario EXPRESO, Guayaquil, Ecuador ´13:  10 km
- Carrera Diario EXPRESO, Guayaquil, Ecuador ´14:  10 km
- Carrera Internacional SOACHA, Colombia ´10:  15 km
- Carrera Internacional SOACHA, Colombia ´13:  12 km
- Carrera Internacional SOACHA, Colombia ´15:  12 km
- Carrera Internacional SOACHA, Colombia ´19:  12 km
- San Silvestre Colombiana CHIA, Colombia ´16:  12 km
- Carrera de los Tres Juanes, Ambato, Ecuador ´11:  10 km
- Carrera de los Tres Juanes, Ambato, Ecuador ´14:  10 km
- Carrera de los Tres Juanes, Ambato, Ecuador ´15:  10 km
- Carrera de los Tres Juanes, Ambato, Ecuador ´16:  10 km
- Carrera de los Tres Juanes, Ambato, Ecuador ´17:  10 km
- Carrera de los Tres Juanes, Ambato, Ecuador ´18:  10 km
- Carrera de los Tres Juanes, Ambato, Ecuador ´19:  10 km
- Carrera de los Tres Juanes, Ambato, Ecuador ´20:  10 km
- Medio Maratón Coamo, Coamo, Puerto Rico ´13: 5.º lugar 21 095 m
- Medio Maratón NY, Nueva York, Estados Unidos ´16: 7.º lugar 21 095 m

### Maratón
- Maratón de Guayaquil ´07:  42 195 m
- Maratón de Guayaquil ´08:  42 195 m
- Maratón de Lala ´15:  42 195 m
- Maratón de Río de Janeiro, Juegos Olímpicos ´16: 18.º 42 195 m

## Enlaces
- Byron Piedra se prepara para competencias nacionales e internacionales (enlace roto disponible en Internet Archive; véase el historial, la primera versión y la última).

- Datos: Q2892326
- Multimedia: Bayron Piedra / Q2892326